# Stenipo swani
Stenipo swani är en insektsart som beskrevs av Evans 1934. Stenipo swani ingår i släktet Stenipo och familjen dvärgstritar. Inga underarter finns listade i Catalogue of Life.